# Zimnowoda (Mazovie)
Pour les articles homonymes, voir Zimnowoda.
Zimnowoda (prononciation : [ʑimnɔˈvɔda]) est un village polonais de la gmina de Kałuszyn dans le powiat de Mińsk de la voïvodie de Mazovie dans le centre-est de la Pologne.
Il se situe à environ 9 kilomètres au nord de Kałuszyn (siège de la gmina), 19 km au nord-est de Mińsk Mazowiecki (siège du powiat) et à 54 km à l'est de Varsovie (capitale de la Pologne).

## Histoire
De 1975 à 1998, le village appartenait administrativement à la voïvodie de Siedlce.